# スチュアート・ゼンダー
スチュアート・ゼンダー（Stuart Patrick Jude Zender, 1974年3月18日 - ）は、イギリス・シェフィールド出身のミュージシャン。ジャミロクワイのバンドの元ベーシストとして知られる。

## 経歴

### デビュー前
イギリス中部の都市シェフィールドにて父親は音楽家で叔父はフラメンコ奏者と言う音楽一家の下に生まれる。7歳からは義父の仕事の関係でアメリカのフィラデルフィア郊外のノリスタウンに引っ越し、現地の小中学校に通う。学校ではマーチングバンドに所属してスネア・ドラムを担当し、ゼンダーにとってこれが人生で初めて演奏した楽器でとても感銘を受けた。14歳の時に一家はイングランドに戻る事になり、ロンドン郊外のレディングに住む事になった。これまで住んでいたアメリカとは違った音楽がイングランドで流行っており、それがゼンダーに大きな影響を与えた。レイトン・パーク・スクールで学んでいたが、音楽に夢中になって授業がおろそかになった事により15歳で退学となった。16歳の時にドラムからベース転向してハマり、特にアルフォンソ・ジョンソンのベースに感銘を受け、ジョンソンの楽譜を入手しては練習する日々だった。
17歳の時ワーウィック社のベースに憧れつつも現実ではミュージックマン・スティングレイ社のベースを弾いていた。ちょうどこの頃一人暮らしを始め、その際に母親から生活費として2000ポンドをもらったが、どうしても欲しかったワーウィック社のベースを購入して生活費のほとんどを使ってしまうほどベースにハマっていた。そしてそのお気に入りのベースを使ってアマチュアバンド「ファビュラス」でベースを弾いていた。

### 1992年-1997年 ジャミロクワイ時代
1992年秋、ゼンダーが18歳の時、当時既にアシッド・ジャズ・レコーズに所属していたドラマーのニック・ヴァン・ゲルダーが同じ事務所の新人アーティストであるジャミロクワイのベーシストを探す手伝いをしており、ゼンダーの姉とゲルダーが知り合いだったためジャミロクワイのオーディションを受けて合格した。
1992年11月28日の21時から翌朝8時までパリ郊外のボビニーでジャズフェスティバルが行われた際、ジャミロクワイも出演した。ゼンダーにとってこのステージがジャミロクワイとして参加した初めてのステージであり、プロとして立った初めてのステージでもあった。まだジャミロクワイの曲をさほど練習しきれていない中、2000人の観客の前に立ち、リーダーのジェイ・ケイに「ベースのスチュアートです！」と紹介されとても緊張した。
1993年にケイがソニー・ソーホーと大型契約を結んだ時、ゼンダーや他のバンドメンバーもケイについていき、ケイに雇われる形での契約となった(ジャミロクワイの「1992年(アシッドジャズ時代)」参照)。
第1作目アルバムである『Emergency On Planet Earth』では作曲にはまだ関わらずバンドが用意したベースラインを弾いた。コンサートツアーでは、当時19歳とは思えない非常に速くて正確な指の動きが見られ技術的な成長を評価された。コンサートで疲れていてもベースを練習していたと思われる。
第2作『The Return Of The Space Cowboy』からは作曲に加わり、3曲に関して作曲者としてクレジットされた。そのうち特に「Mr. Moon」は複雑でおしゃれなコードとベースの作曲は音楽的に高い評価を得た。しかしアルバム版の「スペースカウボーイ」のレコーディングは別の人材が雇われたため複雑な思いを抱えた(「メンバーの離脱」参照)。演奏技術に関しては、独自の音の出し方(素早く指で弦を弾く事と、手のひらで弾くことの組み合わせのような弾き方)を披露し、ベーシストとしてさらに話題になった。
続く3作目の「Travelling Without Moving」では作曲者として1曲のみクレジットされた。ベースに関してゼンダーとケイは時々違った感性を持っており、その場合ゼンダーの意見は採用されなかったためと考えられる。例えば楽曲「コスミック・ガール」の場合、複雑なベースを入れたいゼンダーと、シンプルでも良いと考えるケイとでは描いている曲のイメージが違い、リーダーはケイなので最終的にケイの意見が通り、その結果ゼンダーの名前はクレジットされていない。作曲者としてのクレジット数は減ってしまったが、しかしベース演奏は熟練したものとなり、ジャミロクワイ以外のバンドからもベース演奏の依頼が入るようになる(詳細は後述「参加アルバム」参照)。

### 1998年 ジャミロクワイ最終年
1998年1月、ジャミロクワイの新作アルバムの制作が開始される。未来の妻となるメラニー・ブラットと映画先行発表会の仕事で出会い交際を開始する。
アルバムの制作にあたってゼンダーの複雑な思いが増していった。問題は短期的に1度きりではなく、過去数年いろいろ溜まっていた模様。アルバム「シンクロナイズド」の「メンバーの離脱」参照。
1998年7月24日、この前の週に発売された「ディーパー・アンダーグラウンド」が全英シングルチャートで1位をとったため、音楽番組「トップ・オブ・ザ・ポップス」の生放送に出演して同曲を演奏。この日の出演がゼンダーにとってジャミロクワイとしての最後の出演となる。
1998年7月末、ジャミロクワイの新作アルバムのレコーディング終了。
1998年8月、ジャミロクワイを離脱することをリーダーのケイに伝える。
1998年10月5日、ゼンダーが9月末をもってジャミロクワイを既に離脱している事が公式発表された。公式な理由説明はなかった。約6年の在籍となった。
1998年11月、第一子が生まれる。
1998年度、ゼンダーはジャミロクワイ以外の4人のアーティストのアルバム収録に参加している。詳細は後述「参加アルバム」参照。

### 1999- ジャミロクワイ脱退後 独立活動
キーボードなど他の楽器も購入し、脱退前の1998年ジャミロクワイのアメリカツアー中に、イギリスのソウルシンガーDon-Eと共に『AZUR』と呼ばれるユニットを組み同名のアルバムを制作、ディアンジェロとも共演していた。以降、自身をディアンジェロのような「マルチ奏者で作曲家でプロデューサーであり、ベーシストなだけではない」と定義しているが、AZURではアルバムリリースにも至らなかった。どこからかネット上に音源が流出してしまった事態はこれまで二度ほど起こっている。ディアンジェロがキーボードで参加した一曲だけがのちにDon-E個人のアルバムに収録された。
2000年から2005年頃には妻メラニー・ブラットのソロシングル曲を数曲、制作チームとの共作・共同プロデュースでリリースしている。あまりヒットにならず、アルバム制作までは至らなかった。このような作曲者としての不遇について「ジェイ・ケイの独り占めのせいでレコード会社や世間が自分のことをジェイ・ケイと同等のジャミロクワイの作者だと知らないからだ」とスチュアートは説明し、未だにジャミロクワイの過去の有名曲のクレジットを欲しがる理由として用いる。
2005年にはアメリカ西海岸でロックバンド LEROI を結成しベースを（一部バックボーカルも）担当、米ゲフィン社と契約したと発表した。ジャミロクワイではバックバンドのベーシストの立場であり不満を抱えていたこともあり、自分がアーティスト契約ができて自尊心が満たされたとファンに報告。楽曲も一部をウェブサイトで公開していたが、続報が途絶える。ライブの披露も一度もなくデビューに至らぬままLEROIは解散し、彼だけイギリスに戻ってマーク・ロンソンのツアーバンドに参加しており、心配したファンに対し答えたのは、ゲフィン社の社長交代のあおりで契約が消えたとのこと。この時に、LEROIの延長と昔のジャミロクワイの延長の2枚のアルバムを今後も制作していくと話したが、続報はない。スチュアート以外のメンバーは別のベーシストを迎えてBlackcowboyという名で、アメリカでインディバンド活動を続けたという。マーク・ロンソンの大きなツアーのステージでスチュアートはミュージカル・ディレクターを任されていたが、DJのバックバンドでは自由な遊びがなく、ほぼ眠っていた等、後日それほどやり甲斐がなかったように発言している。マーク・ロンソンのサポートは2008年頃までだった。
2009年にはレーベル移籍後再始動するジャミロクワイへの再加入を望む発言をしていたが叶わず、自身モデルのワーウィック・シグネチャー・ベースの発売とともに、『Running Out Of Heroes』なる自身のオリジナル・ソロプロジェクト・ファンク・アルバムの制作を、SNSや雑誌、ベーシスト向けメディアなどでアナウンスした。作り直される前の『synkronized』のアイデアを持っている、自分こそが90年代のジャミロクワイ本来の正統を作れるとして、Twitterではジャミロクワイのキーボード担当であったトビー・スミス（2002年脱退、2017年逝去）の協力を得た楽曲を紹介すると宣言し、ファンに期待をさせていたが、音源を収録したパソコン本体が盗難にあったとの説明で結局は公開されなかった。アルバムは今も一曲も発表されず、続報もない。日本のバンドsuchmosのベーシストHSUとの2017年の対談では、アルバムはグルーヴ以外は白紙状態で、そこを他の様々な有名アーティストに埋めてほしい旨を語っている。
2017年にはセッションベーシストとして日本でのINABA/SALASのツアーに参加した。
2019年には若手アコースティックミュージシャンたちの S.O.L.collective というユニットに加わり、リリースしたアルバムにベースと作曲で参加している。小さなギグもしたようである。昔の音楽性と変わったと問われて、「このユニットはクラシックであり、一緒にやるミュージシャンや気の持ち方がすべて。マーク・ロンソンとでは眠かった。意識と無意識の間で楽器を弾くときはいろんなことが起こる。ジャミロクワイではこの世のものでないようにベースが自分の中に降りてきて、指から自然に出ていくようだった」と述べている。また相変わらず、自分のレコードも制作中だと述べている。

## 私生活
1994年頃に女優のミラ・ジョヴォヴィッチと交際・同棲していた。後腐れはなくその後も親交している模様。バンドLEROIのメンバーは彼女の引き合わせであり、また2012年には彼女が歌うウェブ公開楽曲にベーシストとして参加している。
1998年1月、イギリスのアイドルグループであるオール・セインツのメラニー・ブラットと映画先行発表会の仕事で出会い交際をしており、11月に娘Lilyellaが生まれた。2005年離婚が発表された。
妻のグループ、オール・セインツがかつて映画『ザ・ビーチ』のサウンドトラックに参加した縁か、俳優のレオナルド・ディカプリオがLEROIに経済的支援を行ったことも当時は報じられた。ディカプリオの環境保護やベジタリアンミート支援の姿勢を賞賛しつつ、「環境メッセンジャーだったジェイ・ケイはフェラーリを売ってプリウスに乗るべきだ」などと嫌味を言っても見せるが、スチュアート本人は肉も食べる。
1996年頃からライブで使用していたイロコイ族の赤い織物柄が施されたベースは、ジャミロクワイ在籍中にワーウィック社から提供されたもので、「Alright」のビデオでも弾いているトレードマーク的なものであったが、後年eBayにて売りに出されていた。スチュアートによると盗まれていたという。このモデルは時折レプリカが流通しているが、本物はどこで誰が所有しているのか分かっていない。
ワーウィック社のエンドーサーであるが、2009年、シグネチャーベース（高価格帯の先行モデル）が売れるごとに印税が入る契約でないことを不服とし、スチュアートのFacebookアカウントが「彼らは俺の名前のついた高いベースを売って儲けただろうに、俺にはこれだけしかお金をくれないんだ！どうする？攻撃するか？」と、ファンに対し社への批判をそそのかしたことがある。ジャミロクワイとの関係悪化経緯と同じだと想起したファンの懸念を受け、スチュアートは「親身な友人が自分の代わりに勝手に投稿した」として記事を削除した。
日本には私事でもしばしば来ているようで、夜の街での予期せぬ遭遇情報が多い。RIZEのベーシストKenKenと意気投合し、2017年3月にライブハウスでのセッションライブが計画・告知されたが、直前にイギリスへ帰国してしまった。INABA/SALASで共演した稲葉浩志によると、日本語もかなりできるとのこと。

## 参加アルバム
1. Emergency on Planet Earth. 1993 - Credits: Bass.
2. The Return of the Space Cowboy. 1994 - Credits: Bass, Writer.
3. Guru - Jazzmatazz, Vol. 2: The New Reality. 1995 - Credits: Bass.
4. Travelling Without Moving. 1996 - Credits: Bass, Writer.
5. Live from 6A - Late Night With Conan O'Brien. 1997 - Credits: Bass.
6. Lauryn Hill - The Miseducation of Lauryn Hill. 1998 - Credits: Bass.
7. Mica Paris - Black Angel. 1998 - Credits: Bass.
8. Now Dance 98 - Compilation. 1998 - Credits: Bass.
9. Omar - Best by Far. 1998 - Credits: Bass, Percussion, Electric Guitar, Keyboards, Programming, Co-Writer, Producer.
10. All Saints - Saints and Sinners. 2000 - Credits: Writer, Producer, Mixer, Keyboards, Bass, Percussion, Strings, Programming.
11. Space Monkeyz vs. Gorillaz - Laika Come Home. 2002 - Credits: Remix.
12. Mark Ronson - Version. 2007 - Credits: Bass.
13. Mark Ronson & The Business Intl. – Record Collection (bass guitar on "Somebody To Love Me")
14. Omar - The man (2013) Credits: Bass
15. Incognito – In Search of Better Days (2016) (bass guitar)
16. Zak Abel - Everybody Needs Love (2016) (Bass,Composer)
17. Omar Love in Beats (2017) (Bass)

## ビデオ出演
- ジャミロクワイ - When You Gonna Learn
- ジャミロクワイ - Blow Your Mind
- ジャミロクワイ - Emergency on Planet Earth
- ジャミロクワイ - ライト・イヤーズ
- ジャミロクワイ - スティルネス・イン・タイム
- ジャミロクワイ - スペース・カウボーイ
- ジャミロクワイ - ヴァーチャル・インサニティ
- ジャミロクワイ - コスミック・ガール
- ジャミロクワイ - オールライト
- ジャミロクワイ - ハイ・タイムズ
- Ms. Dynamite - Dy-Na-Mi-Tee
- マーク・ロンソン - Oh My God (Feat. リリー・アレン)
- マーク・ロンソン - Valerie (Feat. エイミー・ワインハウス)
- US TV Appearance - Stop Me - Conan O'Brien, NBC, 2007.07.12

## 使用機材
1. Warwick Streamer Stage I. 1992-1995.
2. Alembic Epic 4 String (On Stage Backup Bass). 1992-1995
3. Warwick Iroquai Rug Bass. 1996-1997
4. Warwick White Stage 1 Bass. 1997
5. Warwick The Chrome Ender. 1998
6. Fender 1964 Precision Bass. 2000-
7. Warwick Stuart Zender Signature Bass. 2009
8. BOSS ME-6B
9. BOSS ME-8B
10. Ashdown SZ Funk Face Twin Dynamic Filter Pedal - Stuart Zender Signature Auto-Wah Pedal